# Bristowia
Bristowia Reimoser, 1934 è un genere di ragni appartenente alla famiglia Salticidae.

## Etimologia
Questo genere è stato denominato in onore di William Syer Bristowe, aracnologo inglese (1901-1979), specialista della famiglia Liphistiidae.

## Caratteristiche
Il genere possiede il primo paio di zampe molto sviluppato: la coxa, il trocantere e la patella sono enormemente sviluppati rispetto agli altri segmenti e in modo più marcato nei maschi che nelle femmine
Gli esemplari di B. heterospinosa in entrambi i sessi non superano i 4 millimetri di bodylenght (lunghezza del corpo senza le zampe).

## Distribuzione
Le due specie note di questo genere sono diffuse nell'Asia orientale e sudorientale fino all'Indonesia (rinvenuta solo sull'isola di Krakatoa); la B. afra è endemica del solo Congo.

## Tassonomia
A maggio 2010, si compone di due specie:
- Bristowia afra Szuts, 2004 — Congo
- Bristowia heterospinosa Reimoser, 1934[4] — India, Cina, Corea, Vietnam, Giappone, Krakatoa (Indonesia)